# いう気リンリン 那智チャコワイド
いう気リンリン 那智チャコワイド（いうきリンリン なちチャコワイド）は、1988年4月11日から1992年10月2日まで、文化放送の昼から夕方の時間帯で放送されていたラジオ番組。
本項では、その前身となった番組「那智チャコ ハッピーフレンズ」（1986年4月7日～1988年4月8日）についても説明する。

## 概要
当初は野沢那智 一人のパーソナリティで、1982年10月4日より『桂竜也の夕焼けワイド』（桂竜也は「那智チャコ」コンビに引き継いだ後も両者の夏季休暇時の代理パーソナリティとして復帰したり、1992年の本番組最終回のエンディングではスタジオに顔を出した）に替わる新番組として『野沢那智の東京サンセット』を、17:15からの17時台から（1983年10月3日〜1985年4月5日の間は16:00から）放送していたが、1985年10月7日からは白石冬美をパーソナリティに加え、番組をリニューアルする形で『野沢那智の夕方フレンズ（You Got a Friends）』（17:15 - 19:30）がスタートした。
1986年4月8日から、直前の番組『ザ・テレジオ 沢竜二 ラジオ人間ド真ん中』の枠を吸収し、15時スタートとなって、『パックインミュージック』（TBSラジオ）『もうやめられない ナッチャコのおじゃまな関係』（ニッポン放送）に続いて、正式に「那智チャコ」コンビのパーソナリティとしての番組『那智チャコ ハッピーフレンズ』がスタートした。
これにより、「那智チャコ」コンビは在京AM3局（TBSラジオ・文化放送・ニッポン放送）全てで、パーソナリティを務めることとなった。
番組スタート時は前時間帯の番組『電リクワイド ザ・テレジオ』と同様に「ザ・テレジオ （那智チャコ ハッピーフレンズ）」の冠タイトルが付いていたが、1987年3月に『電リクワイド ザ・テレジオ』は終了。『吉田照美のやる気MANMAN!』（『やるMAN』）が開始した事に伴い、同年4月からは冠が無くなっている。
大相撲開催時は『大相撲熱戦十番』を放送する為、ニュース・パレードの内包を無くし、通常時のニュース・パレード担当者とのクロストークの時間をエンディングに充て、17:00までの短縮放送となっていた。
『ハッピーフレンズ』時代の人気コーナーは『ドラジョキ・金瓶梅』（中国明代の古典、金瓶梅を生ドラマで那智チャコの二人が演じた。生放送なので効果音などもその場で入れた。「ドラジョキ」とはドラマとジョッキーを合わせた造語）、『ご同輩タイム』（コミカルタッチのエッセイ集。那智チャコの二人が合いの手を入れた）などがあった。これらのコーナーはいずれも『夕方フレンズ』からの継続であった。
番組3年目の1988年4月8日から番組をリニューアルし、『いう気リンリン 那智チャコワイド』と改題。1990年4月からは『走れ! やじうまン!!』のスタートにより、本番組は放送枠を縮小して、17:00までの放送となった。
『東京サンセット』からの文化放送平日夕方の時間帯における「野沢那智ワイド」→「那智チャコワイド」は10年間続き、1992年10月2日に本番組が終了したのを機にTBSラジオ → ニッポン放送 → 文化放送と局を移りながら、25年に渡って継続した「那智チャコ」コンビは正式に解散した。
その後、野沢那智は引き続き、文化放送の土曜 早朝ワイド番組（当時）『野沢那智の朝はどこから』とTBSラジオの土曜、日曜 早朝ワイド番組（当時）『野沢那智のハローモーニング』を担当。
白石冬美はしばらくの休養期間を経て、8年6ヶ月後の2001年4月にスタートした『月刊 愛川欽也 キンキンのパックインミュージック』にサブ パーソナリティとして出演した。
本番組の放送枠は前後に放送されていた『やるMAN』と『小倉智昭のニュースアタックル』（『やじうまン』の後番組）が半分ずつ引き継ぎ『やるMAN』は1時間拡大。『ニュースアタックル』は放送開始時刻を前倒しして『小倉智昭の夕焼けアタックル』に番組タイトルを変更。本番組で放送されていた箱番組を時間移動の上で継続した。
その間「那智チャコ」コンビとしては2001年12月と2006年12月に、パックインミュージックの復活版と銘打った特別番組のパーソナリティを務めた。

## タイムテーブル
（出典：）

### 「那智チャコ ハッピーフレンズ」 (1986年・1987年)
- 15:00 - オープニング
- 15:05 - 那智チャコ縦横無尽 （1986年）→ 那智・チャコ 3時のテレフォン・クラブ （1987年から）
- 15:15 - こんにちは ネットワーク
- 15:25 - 那智のトーキングシアター
- 15:35 - 交通情報
- 15:40 - 気分は晴れましたでしょうか （1986年）→ ラジオ すっきり晴れ晴れテレフォン （1987年から）
- 15:50 - ニュースデスク
- 15:57 - 交通情報
- 16:00 - あちこちフレンズ （1986年）→ 救心 クイズDEトピッカー （1987年から）
- 16:10 - 天気予報、交通情報
- 16:15 - 川中美幸 人・うた・心
- 16:25 - 那智・チャコのなんでそうなの （1987年から）
- 16:30 - 都民マイク
- 16:40 - いすゞハイウェイパートナー 〜那智・チャコ こころ便り〜
- 16:57 - 交通情報
- 17:00 - ニュース・パレード
- 17:15 - 交通情報
- 17:20 - 野沢那智のご同輩タイム （1986年）→ 那智・チャコ ピーチタイム （1987年から）
- 17:35 - 今日、学校で （1986年）→ なんでも那智塾 （1987年から）
- 17:45 - 那智と宏美のスバル夕暮れジョッキー （1986年）→ ハートフルミュージック （1987年から）
- 17:55 - 交通情報、エンディング

### 「いう気リンリン 那智チャコワイド」
- 15:00 - オープニング
- 15:05 - 那智・チャコ おもいっきり大言壮語（1991年3月まで）
→ 那智・チャコ みんな元気（複数社提供、1991年4月 - 、15:30まで）※ハガキ紹介のコーナー。
- 15:25 - 交通情報（ - 1991年3月まで）
- 15:30 - 幸福はこび（1989年9月まで）
→ 那智・チャコ 話がE トマトの気持ち"あら!"（1989年10月 - 1991年3月）
→ 交通情報（放送時間を5分後ろ倒し、1991年4月 - 1992年9月）
- 15:35 - ふりむけば 今日の名言（関東圏内のいすゞ販売会社提供、クレジット名義は「いすゞトラック販売会社」）
- 15:40 - 救心 いまどき ときめき しあわせどき（1989年3月まで）
→ 男と女のラジオ絵巻（1989年4月 - 9月）
→ 笑顔がいっぱい（1989年10月 - 1991年3月）
→ 那智・チャコ 夢話し（1991年4月 - 1991年9月）
→ 突撃JIVEマン登場（1991年10月 - 1992年3月）
→ ニッスイ おいシータイム（1992年4月 - 終了時期不詳）※野沢が扮する「那智子先生」なるオカマキャラが登場して、料理を指南していた。
→ 那智・チャコクイズ あの街この街（花王提供、開始時期不詳 - 1992年9月）※月曜日から木曜日はリスナー参加型のクイズ企画。金曜日はクイズは行わず、リスナーから届いたヘアケアなどに関する悩み相談のハガキに対して、花王の研究員に解決策や悩み内容に見合った花王製品の紹介を電話で聞く。
- 15:50 - ニュースデスク
- 15:57 - 交通情報
- 16:00 - 読み切り那智ばなし おくの奥の細道（1989年3月まで）
→ 那智チャコの旅は道づれ・もう一つの奥の細道（1989年4月 - 1989年9月）
→ 傑作 那智ばなし（1989年10月 - 1990年3月）
→ 新・傑作 那智ばなし ラジオムー（1990年4月 - 1991年3月）
→ 地球のうちあけ話（1991年4月 - 1992年3月）
→ 那智・チャコ ディスクシアター（1992年4月 - ）
- 16:10 - ちょうどいい関係 男と女のラジオ絵巻（1989年3月まで）
→ 救心 いまどき ときめき しあわせどき（1989年4月 - 1990年3月）
→ 救心 ときめき テレフォンクリニック（1990年4月 - 1992年3月）
→ コーナー不明（1992年4月 - ）
- 16:20 - 交通情報、天気予報
- 16:25 - 川中美幸 人・うた・心（雲海酒造提供）
- 16:35 - 日本火災の救急速報、都民マイク（東京都提供）※文化放送アナウンサーが担当。野沢と白石は『人・うた・心』から、当コーナー終了までの時間帯は出演しない。
- 16:40 - いすゞハイウェイパートナー 〜那智・チャコこころ便り〜（関東圏内のいすゞ販売会社提供、クレジット名義は「いすゞ関東ブロック小型車販売会社」）※お便り紹介のコーナー。
  - 16:55 - 交通情報、エンディング（1990年4月 - ）
- 17:00 - ニュース・パレード
- 17:15 - 交通情報
- 17:20 - いろいろあっても心機一転（1990年3月まで）
- 17:35 - 幸福はこび 街角ハッピーチェック（1989年9月まで）
→ 那智・チャコ探偵局 あなたの意見 みんなの御意見（1989年10月 - 1990年3月）
- 17:45 - 交通情報、天気予報
- 17:48 - エンディング（1986年4月 - 1990年3月）

## 番組本
- 那智・チャコハッピーフレンズ （文化放送 編、八曜社 1987年4月14日第一刷）